# 阿尔梅里亚之声
阿尔梅里亚之声（西班牙語：La Voz de Almería）是西班牙阿尔梅里亚市的一份当地報紙，也是西班牙南部安达卢西亚地区的主要日报之一。

## 历史
该报创刊于内战结束的1939年，总部设在阿尔梅里亚。它创刊时的名称为《新西班牙》（Nueva España），后更名为《軛》（Yugo），1962年更为现名，当时的发行量已达到5,000份:150。在弗朗哥独裁统治结束后民主转型时期的1984年，它被拍卖给Novotécnica私营公司:171。1999年秋，该报被普利沙集团收购:350-351。2007年6月，普利沙集团以1000万欧元的价格将该报的全部股权转让给Novotécnica。